# Klippnattskärra
Klippnattskärra (Caprimulgus pulchellus) är en fågel i familjen nattskärror.

## Utbredning och systematik
Klippnattskärra delas in i två underarter:
- Caprimulgus pulchellus pulchellus – förekommer på Sumatra
- Caprimulgus pulchellus bartelsi – förekommer på Java

## Status och hot
Arten har ett stort utbredningsområde, men tros minska i antal, dock inte tillräckligt kraftigt för att den ska betraktas som hotad. Internationella naturvårdsunionen IUCN listar arten som livskraftig (LC).